# Cadmium-106
Cadmium-106 of 106Cd is een stabiele isotoop van cadmium, een overgangsmetaal. Het is een van de zes stabiele isotopen van het element, naast cadmium-108, cadmium-110, cadmium-111, cadmium-112 en cadmium-114. De abundantie op Aarde bedraagt 1,25%. De isotoop wordt ervan verdacht via een dubbel bètaverval te vervallen tot de stabiele isotoop palladium-106:
{\displaystyle {\ce {{^{106}_{48}Cd}->{^{106}_{47}Ag}+{e^{+}}+{\nu }_{e}}}}
{\displaystyle {\ce {{^{106}_{47}Ag}->{^{106}_{46}Pd}+{e^{+}}+{\nu }_{e}}}}
Cadmium-106 bezit echter een halfwaardetijd van 410 triljoen jaar en kan de facto als stabiel beschouwd worden. Dit vanwege het feit dat de halfwaardetijd miljarden malen groter is dan de leeftijd van het universum.
Cadmium-106 ontstaat onder meer bij het radioactief verval van zilver-106 en indium-106.
94Cd · 95Cd · 96Cd · 97Cd · 98Cd · 98mCd · 99Cd · 100Cd · 101Cd · 102Cd · 103Cd · 104Cd · 105Cd · 106Cd · 107Cd · 108Cd · 109Cd · 109m1Cd · 109m2Cd · 110Cd · 111Cd · 111mCd · 112Cd · 113Cd · 113mCd · 114Cd · 115Cd · 115mCd · 116Cd · 117Cd · 117mCd · 118Cd · 119Cd · 119mCd · 120Cd · 121Cd · 121mCd · 122Cd · 123Cd · 123mCd · 124Cd · 125Cd · 125mCd · 126Cd · 127Cd · 128Cd · 129Cd · 129mCd · 130Cd · 131Cd · 132Cd · 133Cd · 134Cd